# Jes Vollertsen
Jes Vollertsen (født 23. juni 1961) er professor ved Institut for Byggeri, By og Miljø (BUILD) ved Aalborg Universitet. Han er uddannet miljøingeniør ved Aalborg Universitet i 1989. Han begyndte sin karriere i den private og den offentlige sektor med emner relateret til forurenet vand, hvor han udviklede kompetencer inden for miljøteknologi, samt computermodellering og driftskontrol.

## Karriere
I 1995 kom han tilbage til Aalborg Universitet og skrev en Ph.D. omkring det ”jordnære” emne ”kloaksedimenter”. Han gjorde brug af sin praktiske erfaringer fra det virkelige arbejdsliv og kombinerede det med en forståelse for kemiske, biologiske og fysiske processer. Efter han fik tildelt sin Ph.D. grad, blev han adjunkt, så lektor, for til sidst at blive professor i miljøteknologi ved Aalborg Universitet.
Til at starte med var hans forskning fokuseret på kemiske og biologiske processer i kloakker, og hvordan man måler og modellerer dem. Han har behandlet emner lige fra fysiske processer såsom kloakventilation til kemiske processer såsom sulfidudfældning og til biologiske processer, såsom dannelsen af ildelugtende forbindelser og deres skæbne. I 2013 modtog han ”Eddy Wastewater Principles/Processes Medal, som uddeles en gang om året af Water Environment Federation. Udover at være en fremragende forsker er Jes også en erfaren praktiker med hensyn til anvendelse af viden i virkelige kloaksystemer. Han har ledet projekter, der analyserer lugt- og korrosionsproblemer i store byers komplekse kloaksystemer samt projekter, der behandler detaljer i kloaksystemer, som udvikling af intelligente og feedback baserede doseringsstrategier til styring af svovlbrintebekæmpelse.
Lidt inde i sin karriere, begyndte han at arbejde med regnvand med fokus på behandling af regnvandet og de involverede biologiske og kemiske processer, samt forureningskilder. Han har arbejdet med mange aspekter af rensning af regnvand, eksempelvis våde regnvandsbassiner. Han har udviklet konceptuelle designmetoder og modeller baseret på processer i bassinerne og arbejdet med avanceret rensning baseret på sorption- og fældningsteknologi, hvor han designede, konstruerede og monitorerede avancerede rensningssystemer i fuld størrelse. Desuden har han arbejdet med biologiske aspekter af regnvandssystemer, eksempelvis eutrofiering af regnvandsbassiner og modeller til at beskrive de underliggende processer. Han har adresseret akvatiske økosystemers biologiske kvalitet, som udvikler sig i disse systemer med hensyn til alge- og invertebratbiodiversitet. Med dette arbejder har han adresseret en bred vifte af forureningskilder fra næringsstoffer til metaller og organiske mikroforureninger og til mikroplast.
Hans arbejde med mikroplast har været fokuseret på analytiske teknikker til kvantificering og forekomst, kilder, transport og skæbnen for mikroplast i naturlige og menneskabte miljøer. I dag leder han en forskningsgruppe med 15 Ph.D. studerende og postdocs, som fokuserer på disse emner. Mikroplast er meget udfordrende at analysere, både fra et analytisk og et praktisk synspunkt. Mange af de enheder, der bruges til prøvetagning og til nogen grad også analyse, er speciallavet af hans gruppe. Prøvetagning sker i komplekse systemer og under vanskelige forhold, hvor hans sammensatte ekspertise, som kombinerer teoretisk baggrund med forståelse af praktiske problemer, kommer i spil.